# Rwanda
Rwanda, officieel de Republiek Rwanda, is een binnenstaat in de Grote Slenk in Oost-Afrika, waar het Grote Merengebied en Zuidoost-Afrika samenkomen. Het ligt enkele graden ten zuiden van de evenaar, en grenst aan Congo-Kinshasa in het westen, Oeganda in het noorden, Tanzania in het oosten, en Burundi in het zuiden. Rwanda's geografie wordt gedomineerd door bergen in het westen en savanne in het zuidoosten, met talrijke meren verspreid over het land. Het klimaat varieert van gematigd tot subtropisch en kent jaarlijks twee regenseizoenen en twee droge seizoenen. Rwanda is het dichtstbevolkte land van het Afrikaanse vasteland en, onder landen groter dan 10.000 km², het vijfde dichtstbevolkte land ter wereld. De hoofdstad en grootste stad is Kigali.
Het gebied werd in de steen- en ijzertijd bewoond door jager-verzamelaars, later gevolgd door Bantoevolkeren. De bevolking organiseerde zich eerst in clans en later in koninkrijken. In de 15e eeuw slaagde een koninkrijk onder koning Gihanga erin om naburige gebieden in te lijven, waardoor het Koninkrijk Rwanda ontstond. Dit koninkrijk werd vanaf het midden van de 18e eeuw dominant, waarbij de Tutsi-koningen via militaire veroveringen en centralisatie van de macht eenheid brachten. In 1897 werd Rwanda door Duitsland gekoloniseerd als onderdeel van Duits-Oost-Afrika. In 1916, tijdens de Eerste Wereldoorlog, nam België het bestuur over. Beide Europese machten regeerden via de Rwandese koning en bevorderden een pro-Tutsi-beleid. In 1959 kwamen de Hutu’s in opstand, wat leidde tot massamoorden op de Tutsi-bevolking en uiteindelijk tot de oprichting van een onafhankelijke, door Hutu’s gedomineerde republiek in 1962, onder leiding van president Grégoire Kayibanda. Een militaire staatsgreep in 1973 bracht Juvénal Habyarimana aan de macht, die het pro-Hutu-beleid voortzette. In 1990 begon het Tutsi-geleide Rwandees Patriottisch Front (RPF) een burgeroorlog. Na de moord op Habyarimana in april 1994 escaleerden de spanningen in de Rwandese genocide, die honderd dagen duurde. Het RPF maakte in juli 1994 met een militaire overwinning een einde aan de genocide.
Sinds 1994 wordt Rwanda als een de facto eenpartijstaat bestuurd door het RPF, met Paul Kagame als president sinds 2000. Het land kent sinds prekoloniale tijden een centraal geleide autoritaire regering. Hoewel Rwanda in vergelijking met buurlanden weinig corruptie kent, scoort het laag op internationale ranglijsten voor transparantie van de overheid, burgerlijke vrijheden en levenskwaliteit. De bevolking is overwegend jong en agrarisch, en behoort tot één etnische en taalkundige groep: de Banyarwanda, die bestaat uit drie subgroepen: de Hutu, Tutsi en Twa. De Twa, een pygmeeënvolk, worden beschouwd als de oudste bewoners van Rwanda. Het christendom is de grootste religie, en de belangrijkste en nationale taal is Kinyarwanda, met Engels, Frans en Swahili als officiële aanvullende talen.
De Rwandese economie is grotendeels gebaseerd op zelfvoorzieningslandbouw. Koffie en thee vormen de belangrijkste exportgewassen. Toerisme is een snelgroeiende sector en inmiddels de grootste bron van buitenlandse inkomsten. Volgens de meest recente meting (2019/20) leeft 48,8% van de bevolking in multidimensionale armoede, terwijl nog eens 22,7% kwetsbaar is voor armoede. Rwanda is lid van de Afrikaanse Unie, de Verenigde Naties, het Gemenebest van Naties (een van de weinige lidstaten zonder historische banden met het Britse Rijk), COMESA, de Francophonie, en de Oost-Afrikaanse Gemeenschap.

## Geschiedenis

### Protohistorie
De Urewe-cultuur is een fase van de Vroege IJzertijd in het gebied rond het Victoriameer, namelijk de Kivu-streek in Congo-Kinshasa, Rwanda, Burundi, Oeganda, Noordwest-Tanzania en Zuidwest-Kenia.

### Rwanda in Duits-Oost-Afrika
Aan het einde van de 19e eeuw werd het Koninkrijk Rwanda geannexeerd door Duitsland. Het werd een onderdeel van de Duitse kolonie Duits-Oost-Afrika. De Duitsers hadden een kleine aanwezigheid in het gebied.

### Eerste Wereldoorlog

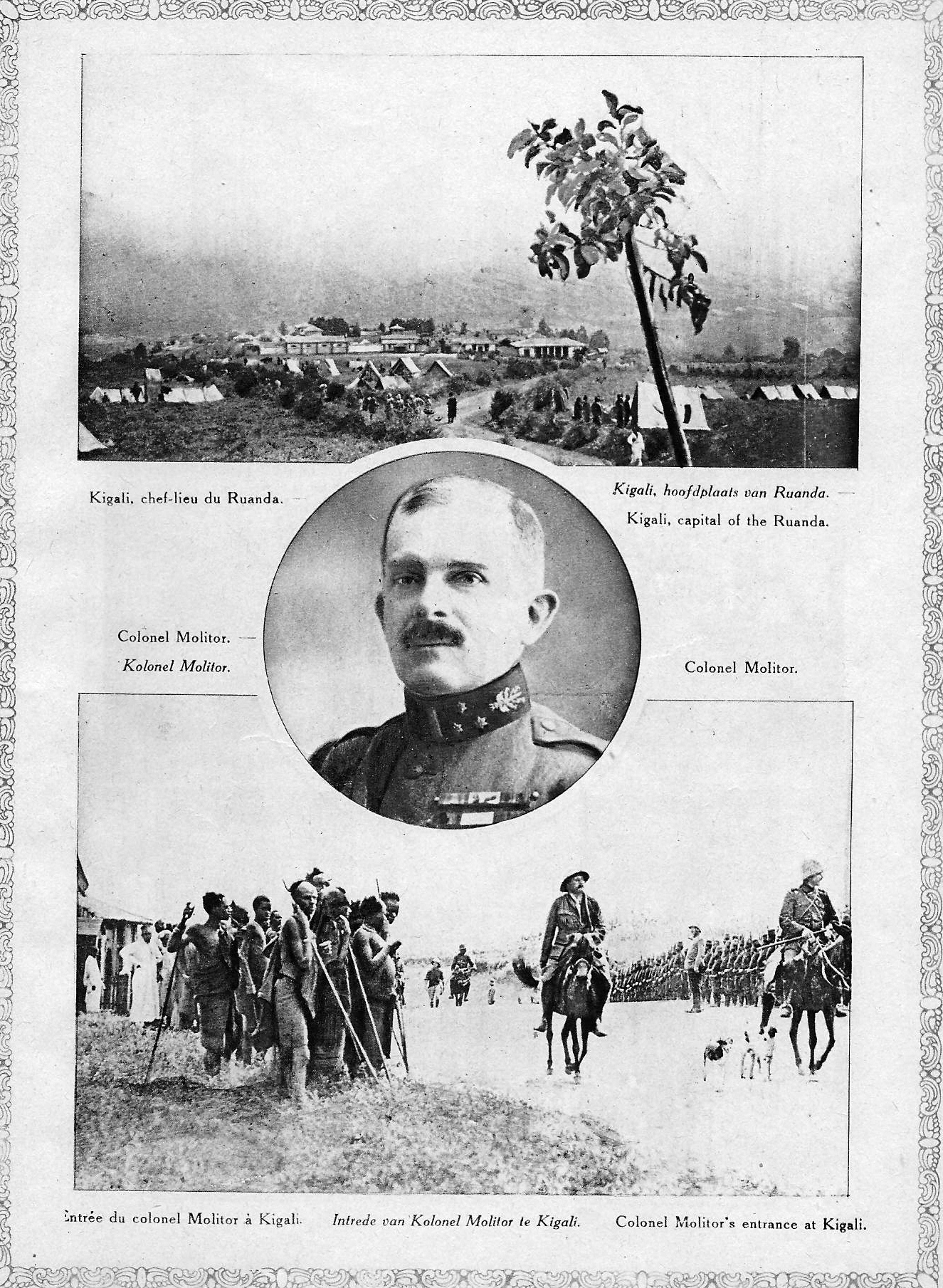
Kolonel Molitor schouwt zijn troepen in Kigali.

In april 1916, tijdens de Eerste Wereldoorlog, waren er drie brigades van de Force Publique (FP) van Belgisch-Congo Duits-Oost-Afrika binnengedrongen.
De noordelijke brigade, onder leiding van Kolonel Philippe Molitor, vertrok vanuit het noorden van het Kivumeer en veroverde Rwanda. Op 9 mei, na een lange, moeilijke tocht en zware gevechten in de buurt van Nyansa, ten zuiden van Kigali, veroveren ze Kigali en gaf koning Musinga van Rwanda zich over aan kolonel Molitor.
De zuidelijke brigade onder leiding van Luitenant-kolonel Olsen vertrok uit het gebied tussen het Kivumeer en het Tanganyikameer en veroverde Urundi. De troepen van Olsen rukken op naar Usumbura (ex-Bujumbura) en veroveren de stad op 6 juni.
De derde brigade, onder leiding van Luitenant-kolonel Moulaert, was actief op het Tanganyika-front (nu Tanzania) en moest daar vechten tegen de troepen van Generaal Paul von Lettow-Vorbeck. Op 28 juli viel Kigoma, de grootste Duitse basis aan het Tanganyikameer en het eindstation van de spoorlijn die via Tabora naar Dar es Salaam loopt.
Daarna volgde de slag om Tabora. De strijd werd beslist op 19 september. Kapitein Pieren leidde de spits van de gevechtscolonne en bereikte als eerste Tabora. Hij ontdekte daar 129 gevangen FP-soldaten, waaronder twee blanken. Een van beiden had Belgische vlag verborgen gehouden. Die werd gehesen in plaats van de witte vlag die de Duitsers aan hun hoofdkwartier hadden opgehangen als teken van overgave. De Belgische vlag hing vijf maanden boven Tabora, tot de stad op 25 februari 1917 wordt overgedragen aan de Britten.

### Interbellum
Na de Eerste Wereldoorlog, bij het Verdrag van Versailles, werden de Duitse koloniën in Afrika in verschillende delen over verscheidene landen verdeeld. België hoopte na de Afrikaanse militaire successen op een gebiedsuitbreiding (het had ook al de Oostkantons gekregen), maar moest zich tevreden stellen met Ruanda-Urundi, ten oosten van Belgisch-Congo. In 1924 kreeg België definitief een mandaat over dit gebied van de Volkenbond, dat bestuurd werd vanuit Belgisch-Congo.
De Belgen waren veel actiever in het gebied dan de Duitsers, vooral in Rwanda. De Belgen konden grote winsten uit het gebied putten, meestal ten koste van de lokale bevolking. Het grootste gedeelte van de winsten was afkomstig van koffieplantages in de streken met rijke vulkanische bodems. De bevolking werd ook verplicht belastingen te betalen.
De Belgen gebruikten de al aanwezige machtsstructuur, die bestond uit een regerende Tutsiklasse, met een bevolking die vooral bestond uit Hutu's. De Belgen verdedigden deze structuur, berustend op de rassentheorieën dat de Tutsi's superieur zouden zijn aan Hutu's. Vanaf 1931 werd op Rwandese identiteitskaarten vermeld tot welke volksgroep men behoorde: Tutsi, Hutu of de inheemse Twa (Afrikaanse Pygmeeën).

### Na de Tweede Wereldoorlog
Het gebied werd na de oprichting van de Verenigde Naties in 1946 een trustgebied. Dit betekende officieel dat de Belgen het gebied klaar zouden maken voor onafhankelijkheid. De Belgen dachten echter dat dit nog vele decennia zou duren.
In 1959 overleed Mwami (koning) Mutara III van Rwanda. Hij werd in juli dat jaar opgevolgd door koning Kigeli V. In januari 1960 brak de zogenaamde 'Hutu-revolutie' uit. De Hutu's kwamen tegen de Tutsi's in opstand, hetgeen uitliep op een bloedbad. In 1960 won de MDR-Parmehutu, de nationalistische Hutu-partij, de door de Belgen gecontroleerde verkiezingen. In juli dat jaar werd koning Kigeli V verdreven. Parmehutu-voorzitter Grégoire Kayibanda werd minister-president van het inmiddels autonome Rwanda. Dominique Mbonyumutwa werd aangesteld als voorlopig president.

### Onafhankelijkheid
De onafhankelijkheid was vooral een gevolg van gebeurtenissen buitenaf. In de jaren 50 ontstond een sterke onafhankelijkheidsbeweging in Belgisch-Congo, waardoor de Belgen hun greep op het gebied begonnen te verliezen. In 1960 werd Congo onafhankelijk. Ook in Ruanda-Urundi werden snelle voorbereidingen gemaakt, waarna het gebied op 1 juli 1962 onafhankelijk werd als de staten Rwanda en Burundi. Als staatshoofd werd Grégoire Kayibanda verkozen. In zijn regering werden geen Tutsi's opgenomen. In 1963 vonden er opnieuw slachtingen plaats tussen de Hutu's en Tutsi's.
In 1965 werd president Kayibanda herkozen. In oktober 1965 werd zijn positie versterkt toen zijn Parmehutu-partij bij de verkiezingen alle zetels in het parlement veroverde. In 1969 werd Kayibanda opnieuw herkozen.
De weinig stabiele economische situatie en de aanhoudende etnische conflicten bereikten in 1972 en 1973 een hoogtepunt. Minister van Defensie, Generaal-majoor Juvénal Habyarimana, een Hutu, pleegde op 5 juli 1973 een staatsgreep en bracht de regering Kayibanda ten val. De Parmehutu werd ontbonden. Tot augustus 1973 werd Habyarimana president van het Comité voor Vrede en Nationale Eenheid. Later dat jaar werd Habyarimana tot president van Rwanda gekozen. Hij stelde een regering samen waarin ook een Tutsi was opgenomen.
In 1975 werd de eenheidspartij MRND (Mouvement Démocratique Révolutionnaire National pour le Developpement) opgericht. Hoewel deze stelde de hele bevolking te vertegenwoordigen, was het in werkelijkheid een Hutu-partij.
In 1978 werd Habyarimana door het volk wederom tot president gekozen (hij was de enige presidentskandidaat). Onder Habyarimana was er sprake van een betrekkelijke rust tussen de etnische groepen (Hutu, Tutsi en Twa). Habyarimana weigerde echter de terugkeer van Tutsi-vluchtelingen, die begin jaren zestig naar Oeganda en Burundi waren gevlucht. In 1988 spraken de westerse landen zich negatief uit over het etnisch beleid van president Habyarimana, omdat hij de Tutsi-vluchtelingen weigerde het land binnen te laten. In hetzelfde jaar waren er botsingen tussen de Hutu's en Tutsi's en kwamen er veel mensen om het leven.
In oktober 1990 vielen Tutsi-milities onder de naam Front Patriotique Rwandais (FPR) Rwanda binnen. Zij waren veelal kinderen van de Tutsi's die in de jaren zestig Rwanda waren ontvlucht. Het FPR werd gesteund door Oeganda. Met behulp van Zaïrese, Belgische en Franse troepen bleef de regering Habyarimana in het zadel en konden de FPR-milities worden verdreven. President Habyarimana besloot in 1991 gesprekken te gaan voeren met het FPR om tot een vredesregeling te komen. President Habyarimana voerde in 1991 tevens een meer democratische grondwet in en nam meer Tutsi's op in de regering. In 1992 werd het meerpartijenstelsel ingevoerd.

### Genocide

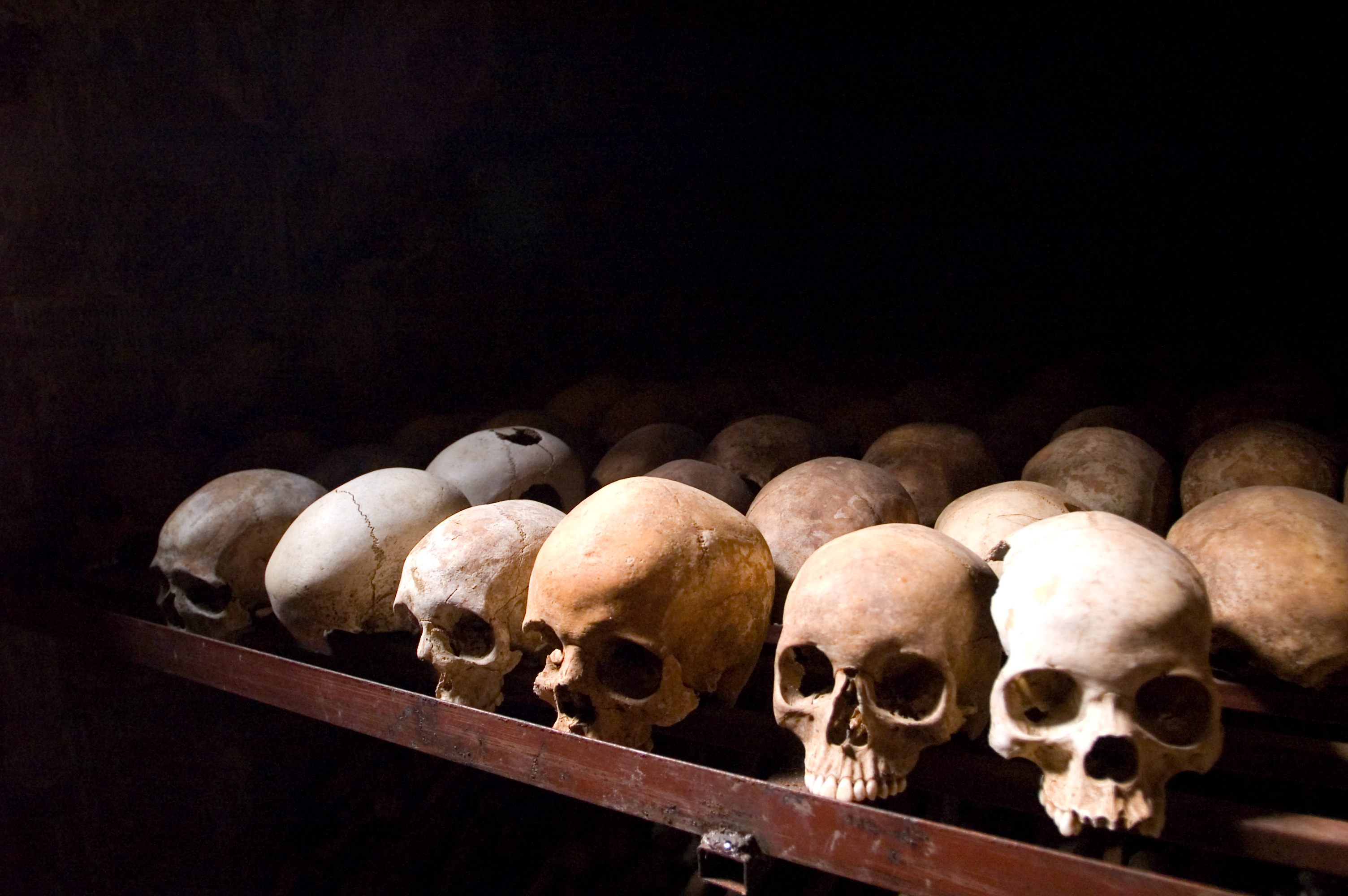
Skeletten van de Rwandese Genocide in de herdenkingssite in Nyamata

In 1993 waren het FPR en de Rwandese regering nog steeds in gesprek. In september 1993 werd Agathe Uwilingiyimana van de MDR (Mouvement Démocratique Républicain) tot premier benoemd. Op 6 april 1994 werd het vliegtuig van de Rwandese president Habyarimana neergeschoten en kwam de in januari 1994 herkozen president om het leven. Binnen 24 uur begonnen de moordpartijen van Hutu’s op Tutsi’s en gematigde Hutu’s. Théodore Sindikubwabo (MRND) nam de taken van de president waar.
Er was geen sprake meer van enige stabiliteit. Het Hutu-radiostation Radio Télévision Libre des Mille Collines (RTLM), de zogenaamde Hutu Power Radio, riep de Hutu's op tot haat tegen de Tutsi's en de gematigde Hutu's. Vanaf woensdag 6 april 1994 rond 21:00 begonnen er slachtpartijen. Hutu's vermoordden gematigde Hutu's en vooral Tutsi's. De Twa, het pygmeeënvolk (de oorspronkelijke bewoners van Rwanda), werden ook het slachtoffer van moordpartijen. De slecht uitgeruste VN-macht UNAMIR kon weinig meer doen dan humanitaire hulp verlenen.
Op 7 april 1994 stonden tien Belgische paracommando's van het peloton mortieren onder leiding van Luitenant Lotin in voor de beveiliging van eerste minister Agathe Uwilingiyimana. Die dag werd de residentie van Uwilingiyimana omsingeld door Rwandese militairen. De Belgische paracommando's verzekerden de ontsnapping van Uwilingiyimana maar werden bij deze actie zelf omsingeld. Op bevel van hogerhand moesten ze hun wapens afgeven om zo over hun vrijlating te kunnen onderhandelen. Na hun aankomst in het militaire kamp in Kigali werden ze doodgeslagen met de kolf van een geweer. De Bengaalse QRF sloot zich op in haar kwartieren. Op 8 april kregen alle eenheden te horen dat tien Belgen waren vermoord. Tussen 9 en 19 april werden alle aanwezige Belgen geëvacueerd (operatie Silver Back) gevolgd door de volledige terugtrekking van alle nog aanwezige paracommando's (operatie Blue Safari).
Het aantal slachtoffers tijdens de genocide wordt geschat op 500.000 tot 1 miljoen doden (voornamelijk Tutsi's en gematigde Hutu's). Veel Hutu's en Tutsi's sloegen op de vlucht en kwamen in overvolle vluchtelingenkampen in het toenmalige Zaïre (nu Democratische Republiek Congo) en andere Afrikaanse landen. Velen kwamen in die kampen om ten gevolge van uitputting, watergebrek, cholera en andere ziektes.
Het FPR begon met een tegenoffensief en nam veel provincies in en veroverde in juli 1994 de hoofdstad Kigali. President Théodore Sindikubwabo werd afgezet en vervangen door de Hutu Pasteur Bizimungu. Generaal Paul Kagame (FPR), een Tutsi, werd minister-president. De misdaden begaan tijdens de genocide werden later berecht door het Rwandatribunaal in de Tanzaniaanse stad Arusha.

### Na de genocide
In augustus 1996 ontstond er ook een conflict binnen de politieke kringen. Oud-premier Faustin Twagiramungu (Hutu) beschuldigde het Rwandese leger van genocide op 600.000 Tutsi's. Eind 1996 leek de situatie weer 'onder controle'. President Bizimungu en het parlement keurden een wet goed waarin werd voorzien in de berechting van 80.000 misdadigers. Hoewel de situatie enigszins stabiel was, was men constant op de hoede voor het opnieuw oplaaien van etnisch geweld.

### 21e eeuw
In 2000 werd generaal Paul Kagame (Tutsi), de werkelijke machthebber en minister, tot president gekozen. In 2018 werd Rwanda sponsor van de Engelse voetbalclub Arsenal FC.
In 2022 maakte president Kagame afspraken met Israël en de Britse regering-Sunak om hun asielzoekers tegen betaling op te vangen. Na de verkiezingen van 2024 wilde de Labour-regering echter niet doorgaan met de plannen. 
Op 18 juli 2024 werd Kagame voor de vierde maal uitgeroepen tot president, na eerdere verkiezingen in 2003, 2010, en 2017, telkens met meer dan 90 procent van de stemmen.

#### Conflict met Congo (DRC)
In 2022 begon een conflict met de Democratische Republiek Congo (DRC), nadat Rwandese troepen het land waren binnengetrokken om militaire steun te verlenen aan de M23-beweging, onder andere door aan hun zijde te vechten tegen het Congolese leger (FARDC) en regeringsgezinde milities. Rwanda ontkende de samenwerking, maar een maandenlang onderzoek van NBC News bevestigde in juni 2025 wel degelijk de betrokkenheid van Rwanda. De reportage toonde, aan de hand van vertrouwelijke militaire rapporten, drone- en satellietbeelden, interviews met Congolees en Rwandees militair personeel, functionarissen van VN-organisaties, hulpverleners, diplomaten en inwoners, een zorgvuldig verborgen en hightech operatie van Rwandese strijdkrachten om de controle te krijgen over een grensstrook Congolees grondgebied waar meer dan 5 miljoen mensen wonen.
Op 27 juni 2025 ondertekenden Rwanda en de Democratische Republiek Congo in Washington een door de VS bemiddeld vredesakkoord, dat de uitvoering bevestigde van een eerder gesloten deal uit 2024. Het akkoord omvat de terugtrekking van Rwandese troepen uit Oost-Congo binnen 90 dagen, en voorziet ook buitenlandse, onder meer Amerikaanse, investeringen in de grondstoffenrijke regio.

## Geografie

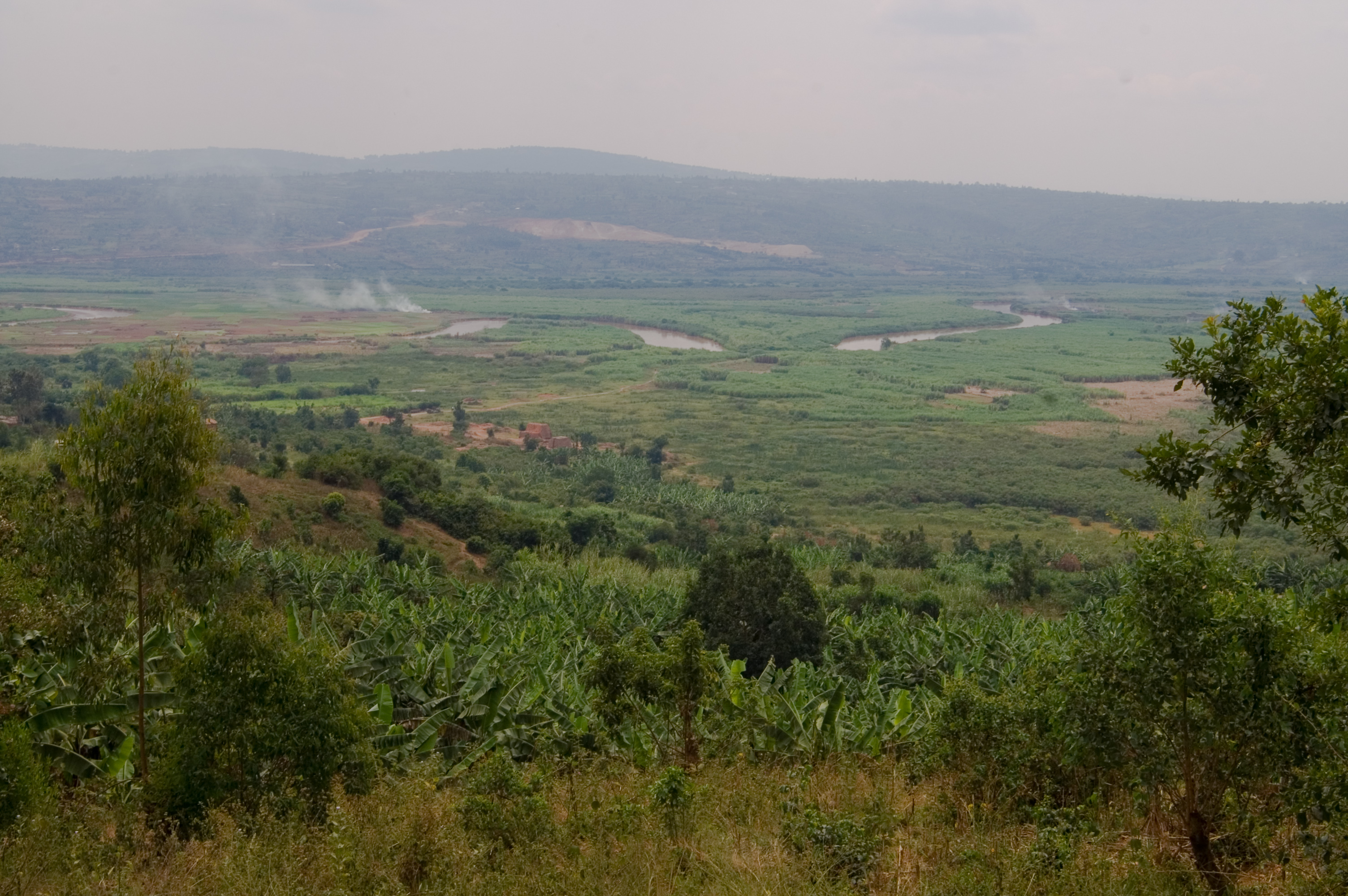
De Nyabarongo-rivier; een van de meest verafgelegen rivieren in het stroomgebied van de Nijl

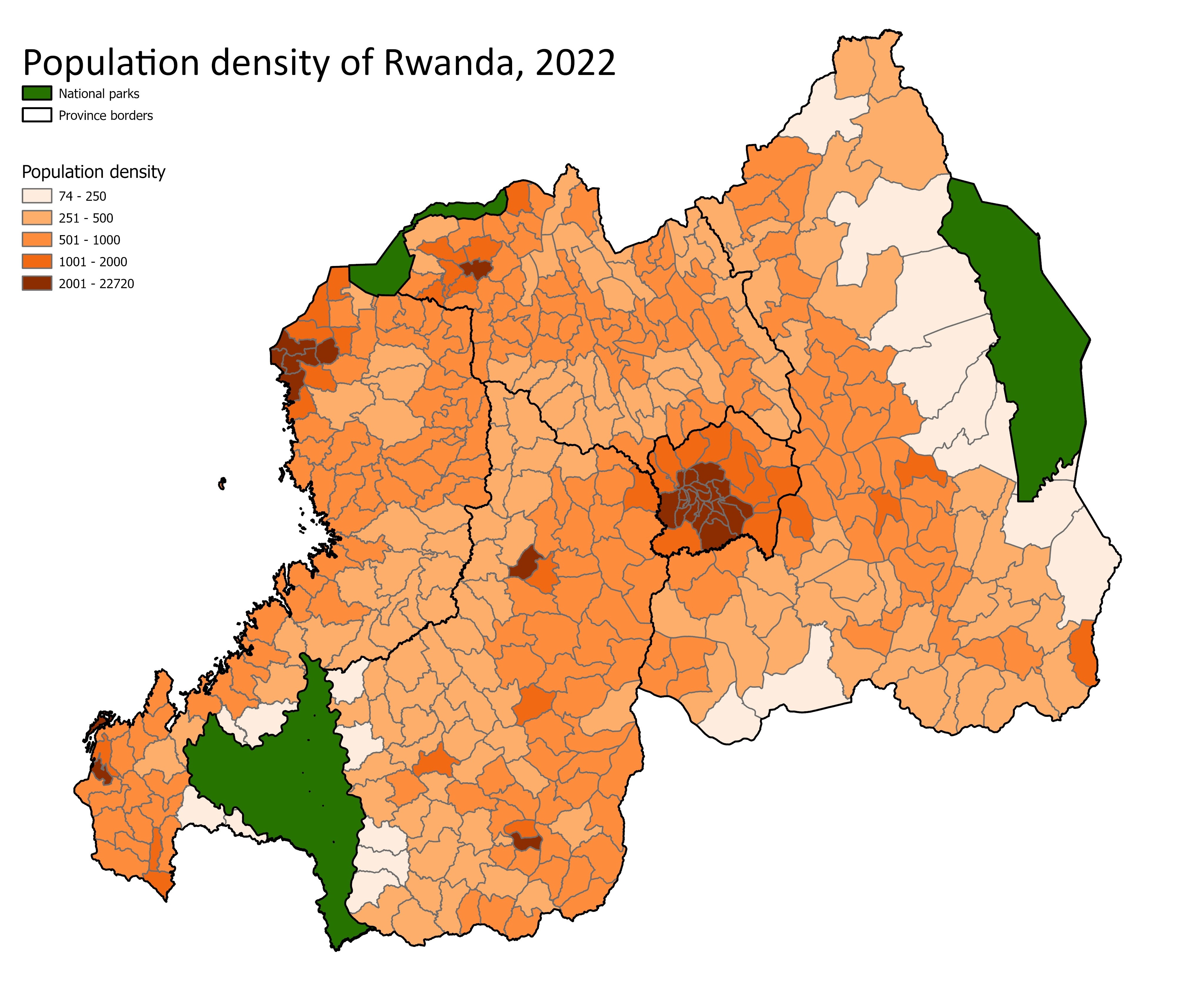
Bevolkingsdichtheid van Rwanda per sector, 2022

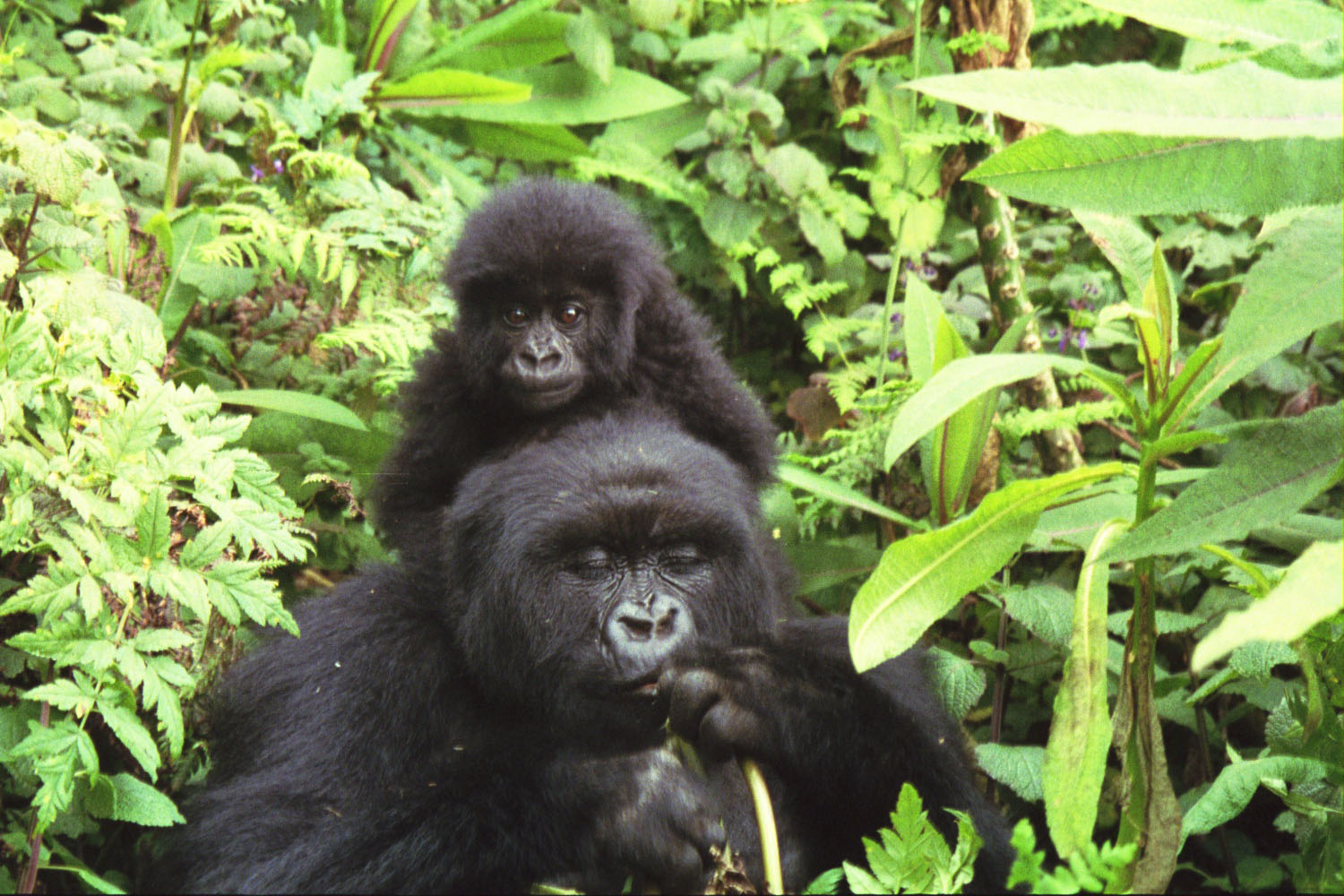
De berggorilla is momenteel Rwanda's toeristentrekker

Rwanda is een klein land in Oost-Afrika met een oppervlakte van 26.338 km². Het land heeft geen kustlijn. Het ligt een paar graden ten zuiden van de evenaar. Het heuvelachtige landschap van Rwanda is bedekt met grasland en kleine boerderijen. In het noordwesten bevindt zich een vulkanisch gebied, vanwaar zich een bergrug in zuidoostelijke richting uitstrekt. Hier bevindt zich ook Mount Karisimbi, die met zijn 4507 meter de hoogste berg van het land is. De waterscheiding van het stroomgebied van de Nijl en de Kongo loopt in het westen, op een hoogte van ca. 2743 meter.
Op de westelijke flanken van deze bergkam daalt het land richting het Kivumeer en de vallei van de Rusizi-rivier. Dit gebied maakt deel uit van de Afrikaanse Grote Slenk. De oostelijke hellingen zijn gelijkmatiger met een vriendelijk uitgestrekt heuvellandschap dat gelijkmatig daalt richting de vlakten, moerassen en meren in de oostelijke grensstreek. Dit landschap heeft Rwanda de bijnaam 'Land van Duizend Heuvels' (mille collines) bezorgd.
De meest afgelegen waterloop van de Nijl – en hiermee dus feitelijk de oorsprong van de Nijl – ontstaat in Nyungwe Forest. Het water stroomt via de rivieren Mwogo, Nyabarongo en Kagera voordat het in Tanzania in het Victoriameer stroomt.

## Bevolking
Rwanda telde in 2022 13.246.394 miljoen inwoners met een bevolkingsdichtheid van 503 inwoners/km². Dit maakt het een van de dichtstbevolkte landen ter wereld en het dichtstbevolkte land van Afrika.
In 2012 woonden er naar schatting 10.515.973 mensen in het land. De jaarlijkse bevolkingsgroei tussen 2012 en 2022 bedroeg 2,3 procent.
De gemiddelde levensverwachting is 69,6 jaar.
Kigali is de grootste stad van het land, met ongeveer 1,5 miljoen inwoners. Als nabijgelegen steden en dorpen als Nyamata, Ruyenzi en Muyumbu worden meegeteld, komt de bevolking uit op ongeveer 2 miljoen inwoners.  
Andere grote steden zijn Rubavu, Musanze, Rusizi, Muhanga, Huye en Rwamagana.

### Etnische groepen
De etnische bevolking bestaat volgens de meeste schattingen voor 85% uit Hutu's, 14% Tutsi's en 1% Twa (pygmeeën, de oudste bewoners). Vaak worden Hutu's geclassificeerd als "Bantoes" en de Tutsi's als Nilo-Saharaans, maar dat is een onjuiste benaming aangezien deze woorden refereren aan taalfamilies en Hutu's, Tutsi's en de Twa dezelfde taal spreken. Bovendien was de scheiding tussen Hutu en Tutsi niet erg scherp: er kwamen veel gemengde huwelijken voor en voor de koloniale tijd werd ook om opportunistische redenen weleens van bevolkingsgroep 'gewisseld'. Ook de generalisaties over het uiterlijk ('Hutu's zijn kort, stevig en donker, Tutsi's langer, slanker en lichter') gaan lang niet altijd op en er zijn dan ook tijdens de Rwandese Genocide Hutu's voor Tutsi's aangezien en vermoord. Beide groepen zijn beiden genetisch grotendeels van Bantoe-afkomst met voor de Tutsi enige Nilo-Saharaanse elementen. Dit is echter onvoldoende om de Hutu's en de Tutsi's scherp te verdelen en te classificeren als Bantoe en (bv) Hamitisch. Over de herkomst van zowel de Hutu als de Tutsi zijn verschillende theorieën in omloop maar geen enkele van die theorieën is geheel sluitend. Wel is het zeer waarschijnlijk dat de Twa de eerste bewoners waren.

### Religie
In de negentiende en twintigste eeuw hebben missionarissen van de Witte Paters een groot deel van de bevolking gekerstend. In 1943 bekeerde koning (mwami) Mutara III van Rwanda zich tot het katholicisme. Aanvankelijk steunde de Kerk het idee dat de Tutsi's superieur waren ten opzichte van de Hutu's en de Twa, maar vanaf het begin van de jaren vijftig kwam men hier radicaal op terug en speelde de Kerk een belangrijke rol bij de emancipatie van de Hutu's.
In de jaren vijftig stond Rwanda als het meest christelijke land van Afrika bekend.
In 2001 was 93,7% van de bevolking Christelijk (namelijk 56,5% katholiek (aartsbisdom Kigali en 8 bisdommen), 26% protestants en 11,1% adventist), 4,6% moslim en 1,7% had een andere religie of geen religie.

### Armoede
Volgens het Ontwikkelingsprogramma van de Verenigde Naties leeft in Rwanda 60,3% van de bevolking onder de armoedegrens tussen 2000-2007.

## Politiek en bestuur

### Staatsinrichting

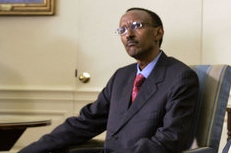
President Paul Kagame in 2007

Rwanda heeft een nieuwe grondwet sinds 2003 die het land voorziet van een presidentieel meerpartijenstelsel en democratische verkiezingen. De nieuwe grondwet verdeelt de macht tussen lokale en nationale politiek. Op nationaal niveau is er een tweede kamer en een senaat. Het lagerhuis, de Kamer van Afgevaardigden (Chambres des députés) van Rwanda telt 80 zetels waarvan er 53 direct worden verkozen tijdens nationale verkiezingen. De 27 niet direct verkozen kamerleden bestaan uit 24 vrouwen verkozen door lokale comités en 3 door nationale comités. Het hogerhuis, de Senaat telt 26 leden waarvan er 4 worden aangesteld door een forum van politieke partijen 8 worden aangesteld door de president en 12 worden aangesteld door regionale comités.
De grondwet stelt dat de president direct wordt verkozen voor zeven jaar. De president heeft verschillende bevoegdheden zoals wetgeving introduceren, oorlog verklaren, het leger besturen, veroordeelden (deels) vrijspreken en decreten opstellen. De grondwet kent ook een vrouwenquotum van 30% voor alle publieke lichamen. Sinds de verkiezingen van 2013 kent het lagerhuis van dit parlement het grootste aandeel vrouwen ter wereld (aanvankelijk 64%; 61% op 1 januari 2017).
Sinds de decentralisatie van 2008 heeft de lokale politiek meer invloed. Politici op lokaal niveau mogen zich niet aansluiten bij een partij en worden direct verkozen op basis van hun regionale plannen.

### Partijen en bewegingen
De belangrijkste partij is het Rwandees Patriottisch Front (FPR). Het FPR was vroeger een guerrillabeweging van Tutsi-vluchtelingen maar werd in 1994 omgevormd tot een politieke partij van gematigde Hutu's en Tutsi's.
Tot juni 1991 was de Mouvement Révolutionnaire National pour le Développement de enige toegestane partij. De MRND claimde geen partij te zijn en de hele bevolking te representeren maar was in wezen een Hutu-partij. In 1991 werd een meerpartijenstelsel ingevoerd en de naam van de MRND gewijzigd in Mouvement Républicain National pour la Démocratie et le Développement (MRNDD).
In de huidige tweede kamer zitten negen partijen waarvan er vier behoren tot de FPR coalitie. Deze vijf partijen zijn de Centrist Democratic Party, Ideal Democratic Party, Party for Progress and Concord en de Democratic Union of the Rwandan People. Samen zijn de partijen goed voor 40 zetels in de tweede kamer. De overige vijf partijen vormen een oppositie en zijn samen goed voor 13 zetels. Die partijen zijn de Social Democratic Party, Liberal Party, Democratic Green Party en de Social Party Imberakuri. De Democratic Green Party (DGP) is de enige Rwandese politieke partij die zichzelf als oppositiepartij bestempelt. Politieke partijen in Rwanda mogen geen religieuze ideologie hebben.
De enige vakbond tussen 1974 en 1984 was de Centrale d'Éducation et de Coopération des Travailleurs pour le Développement (CECOTRAD). Ondanks steun van de Internationale Arbeidsorganisatie en van de Rwandese regering bleef de vakbond toch zwak met een beperkt aantal leden. Vanaf 1984 steunde de enige partij MRND de enige vakbond Centrale Syndicale des Travailleurs du Rwanda (CESTRAR). Met de democratisering van het land begin 1991 besloot CESTRAR onafhankelijk te worden en met het congres van augustus 1991 werd de vakbond Centrale des Syndicats des Travailleurs du Rwanda (altijd nog CESTRAR) genoemd.

### Bestuurlijke indeling

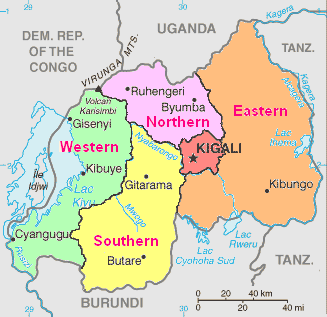
Kaart van de provincies van Rwanda

Rwanda is onderverdeeld in vijf provincies (intara) die op hun beurt weer uit 31 districten (akarere) bestaan.
De provincies zijn:
- Nord
- Est
- Sud
- Ouest
- Kigali

Onder het districtsniveau bestaan nog drie niveaus: sector (umurenge/secteur/sector), cel (akagari/cellule/cell) en dorp (umudigudu/village).